# والتر روتنشتاینر
والتر روتنشتاینر (آلمانی: Walter Rothensteiner) (زاده ۷ مارس ۱۹۵۳) کارآفرین، بانکدار و مدیر ارشد اجرایی اتریشی است، که در حال حاضر به‌عنوان رئیس هیئت مدیره رایفیزن زندرال‌بانک فعالیت می‌کند.